# Napeogenes domiduca
Napeogenes domiduca är en fjärilsart som beskrevs av William Chapman Hewitson 1876. Napeogenes domiduca ingår i släktet Napeogenes och familjen praktfjärilar. Inga underarter finns listade i Catalogue of Life.